# Пачкамарська гребля
Пачкамарська гребля — гідротехнічна споруда в Узбекистані.
Греблю спорудили в 1961 (за іншими даними — 1967 або 1968) році в районі, де річка Гузардар'я (ліва притока Кашкадар'ї) прорізає Яккабазький хребет, дещо нижче від злиття її витоків Катта-Урадар'я (збирає ресурс з південного схилу Яккабазького хребта та північного схилу хребта Чакчар) та Кічик-Урадар'я (прямує між хребтом Чакчар та водороздільною частиною Гісарського хребта).
У межах проєкту звели земляну споруду з ядром із суглинку висотою 71 метр, довжиною 573 метри та шириною по гребеню 8 метрів, яка потребувала 3,04 млн м3 матеріалу.
Гребля утворила сховище з площею поверхні 12,2 км2 та об'ємом 260 млн м3, з яких 243 млн м3 належать до корисного (чому відповідає коливання рівня поверхні між позначками 400,5 та 373 метри НРМ). 
Зведення греблі дозволило забезпечити зрошення 15,5 тисячі гектарів земель, при цьому за дев'ять кілометрів нижче по течії від Пачкамарської греблі зведений Гузарський гідровузол, який здійснює забезпечує спрямування ресурсу до іригаційних каналів.
Ресурс з Пачкамарського сховища забезпечує потреби запущеного в 2010-му Дехканабадського калійного заводу, який за проєктом може потребувати 0,77 млн м3 води на рік. Для цього спорудили водопровід довжиною 41 км.
Можливо також відзначити, що вище по течії Кічик-Урадар'ї знаходиться Дехканабадське водосховище.